# Беглов, Борис Михайлович
Борис Михайлович Беглов (род. 8 июля 1938 года, Новомосковск, Тульская область, СССР) — советский и узбекский учёный в области технологии неорганических веществ.
Заместитель главного редактора «Узбекского химического журнала» АН РУз, член редакционной коллегии журнала «Химическая технология. Контроль и управление», член Научного совета по защите докторских диссертаций при Институте общей и неорганической химии АН РУз, Научно-исследовательском центре химии и физике полимеров при Национальном Университете Узбекистана, Ташкентском химико-технологическом институте и Ташкентском государственном техническом университете, а также член научно-технического совета института «Узтяжнефтегазхимпроект».

## Биография
Родился 8 июля 1938 года в городе Сталиногорск  Тульской области. В октябре 1941 года немецко-фашистские войска заняли город Сталиногорск, семья Бегловых успела эвакуироваться в город Чирчик Ташкентской области. Сюда же был эвакуирован и Сталиногорский химический комбинат.
1945—1955 гг. — Ученик средней школы № 8 г. Чирчика. Школу окончил с серебряной медалью.

1955—1960 гг. — Студент Московского химико-технологического института имени Д. И. Менделеева.

1960—1963 гг. — аспирант кафедры «Технология неорганических веществ» Московского химико-технологического института имени Д. И. Менделеева.

1964 г. — на Ученом совете МХТИ им. Д. И. Менделеева защитил диссертацию на соискание ученой степени кандидата технических наук на тему «Исследование процесса получения бикарбоната аммония», выполненную под руководством профессора И. Н. Шокина и доцента С. А. Крашенинникова.

1963—1965 гг. — младший научный сотрудник Института химии АН УзССР.

1965—1970 гг. — старший научный сотрудник Института химии АН УзССР.

1970 г. — награждён медалью «За доблестный труд. В ознаменование 100-летия со дня рождения В. И. Ленина».

1970—1972 гг. — заведующий Чирчикской экспериментально-производственной лабораторией Института химии АН УзССР.

1972—1982 гг. — заместитель директора Института химии АН УзССР по науке.

1975 г.- на специализированном совете при Институте химии АН УзССР защитил диссертацию на соискание ученой степени доктора технических наук на тему «Исследование химии и технологии конденсированных фосфатов, мочевино-формальдегидных соединений и удобрений на их основе».

1982—1989 гг.- директор Института химии АН УзССР.

1983 г.- награждён Почётной грамотой Президиума Верховного Совета УзССР. Получил ученое звание профессора по специальности технология неорганических веществ. Приказом № 205 от 23.12.83 по объединению «Союзосновхим» Министерства по производству минеральных удобрений СССР назначен членом Технико-экономического совета Союзосновхима.

1984 г.- Постановлением Президиума Академии наук УзССР № 12 от 2 февраля 1984 г. назначен членом Научного совета по проблеме «Химизация сельского хозяйства и агрохимия».

1985 г.- Приказом ВАК при Совете министров СССР № 344-в от 12 июля 1985 года назначен заместителем председателя Специализированного совета по защите диссертаций на соискание ученой степени доктора наук Д 015.13.01 при Институте химии АН УзССР.

1986 г.- Постановлением Президиума Академии наук СССР № 209-8-12000 от 5 февраля 1986 г. включён в состав Объединённого научного совета АН СССР «Научные основы химизации сельского хозяйства». Награждён медалью «За трудовое отличие». Включён в состав секции «Удобрения и агрохимия» Научного совета Государственного комитета по науке и технике СССР «Химизация сельского хозяйства».

1985—1988 гг.- член Ташкентского городского комитета КПСС.

1987 г.- Избран членом-корреспондентом АН УзССР по специальности «Химическая технология неорганических веществ», членом Президиума и заместителем председателя Узбекского республиканского правления Всесоюзного химического общества имени Д. И. Менделеева. Приказом Высшей Аттестационной комиссии при Совете министров СССР № 907/344 от 15 октября 1987 года назначен председателем Специализированного совета Д 015.13.01 при Институте химии АН УзССР. Включён в состав комиссии Всесоюзного объединения «Союзреактив», Упреактива АН СССР и Центракадемснаба по вопросу обеспечения химическими реактивами и биохимическими препаратами научных учреждений АН СССР и академий наук союзных республик. Постановлением Президиума Академии наук СССР № 95 от 3 марта 1987 года включен в состав Совета по координации научной деятельности Отделения физикохимии и технологии неорганических материалов АН СССР.

1989 г.- Постановлением Совета министров УзССР № 142 от 12 апреля 1989 г. назначен членом Межведомственной координационной комиссии при Совете министров УзССР по производству продукции производственно-технического назначения, строительных материалов и изделий.

1989—1992 гг.- заведующий лабораторией удобрений пролонгированного действия Института химии АН РУз.

1990 г.- награждён медалью «Ветеран труда».

1992—1995 гг.- заведующий лабораторией удобрений пролонгированного действия Института удобрений АН РУз.

1993 г.- член Специализированного совета К 014.11.01 по защите кандидатских диссертаций в Институте химии Академии наук Туркменистана.

1994 г.- член экспертной комиссии ВАК Республики Кыргызстан.

1995—1998 гг. — главный научный сотрудник лаборатории удобрений пролонгированного действия Института удобрений АН РУз.

1998-пон.в. — главный научный сотрудник лаборатории фосфорных удобрений Института общей и неорганической химии АН РУз.

2000 г.- избран академиком АН РУз по специальности «Химическая технология неорганических веществ».

2001 г.- член научно-технического Совета и научного семинара Республиканской организации «Спецсплав».

2003 г.- присвоено почётное звание «Заслуженный деятель науки РУз».

## Научные труды
Опубликовано 6 монографий, получено 116 авторских свидетельств и патентов на изобретения. Список его статей, опубликованных в научных журналах, депонированных в ВИНИТИ, и тезисов докладов на различных конференциях включает 797 наименований. Под его руководством подготовлено и защищено 5 докторских и 32 кандидатских диссертаций. Он редактировал и рецензировал 14 монографий, оппонировал 23 кандидатских и 18 докторских диссертаций.

### Монографии
- Конденсированные фосфаты и удобрения на их основе. — Ташкент: ФАН, 1974 г., 240 с.
- Формамид и удобрения на его основе. — Ташкент: ФАН, 1986 г., 108 с.
- Мочевино-формальдегидные удобрения. — Ташкент: ФАН, 1991 г., 246 с.
- Активация природного фосфатного сырья. — Ташкент — Ургенч: Изд-во «Хорезм», 1999 г., 112 с.
- Нитрат кальция. Его свойства, получение и применение в сельском хозяйстве. — Ташкент, 2001 г., 280 с.
- Фосфориты Центральных Кызылкумов и их переработка. — Ташкент, 2013 г., 460 с.

### Авторские свидетельства и патенты
1. А. С. № 295418 СССР. МПК C05 b 19/00. Способ получения преципитата

2. А. С. № 298576 СССР. МПК C05 b 13/06. Способ получения полиметафосфата кальция -Б. И.1971 г., № 11.

3. А. С. № 309930 СССР. МПК C05 b 13/06. Способ получения метафосфата калия -Б. И.1971 г., № 23.

4. А. С. № 312511 СССР. МПК C05 b 13/06. Способ получения полифосфатов аммония

5. А. С. № 318556 СССР. МПК C05 f 13/00. Способ получения органоминеральных удобрений -Б. И.1971 г., № 32.

6. А. С. № 331052 СССР. МПК C05 С 9/02. Способ получения сложных мочевино-формальдегидных удобрений -Б. И.1972 г., № 9.29

7. А. С. № 333154 СССР. МПК С05 С 9/02. Способ получения сложных мочевино-формальдегидных удобрений -Б. И.1972 г., № 11.

8. А. С. № 349672 СССР. МПК С05 С 9/02. Способ получения сложных мочевино-формальдегидных удобрений -Б. И.1972 г., № 26.

9. А. С. № 351815 СССР. МПК С05 С 9/02. Способ получения сложных органоминеральных удобрений -Б. И.1972 г., № 28.

10. А. С. № 374261 СССР. МПК C05 b 13/06. Способ получения полиметафосфата калия -Б. И.1973 г., № 15.

11. А. С. № 384804 СССР. МПК С05 С 9/00. Способ получения медленнодействующих азотных удобрений -Б. И.1973 г., № 25.

12. А. С. № 386880 СССР. МПК С05 b 13/06. Способ получения полифосфатов калия -Б. И.1973 г., № 27.

13. А. С. № 429047 СССР. МПК С05 b 13/06, С01 b 25/32. Способ получения конденсированных фосфатов кальция -Б. И.1974 г., № 19.

14. А. С. № 432114 СССР. МПК С05 С 9/00. Способ получения смешанных удобрений -Б. И.1974 г, № 22.

15. А. С. № 444408 СССР. МПК С05 b 13/06. Способ получения сложных удобрений

16. А. С. № 446467 СССР. МПК С01 С 1/12, С05 b 7/00. Способ выделения аммиака из циркуляционного газа синтеза аммиака

17. А. С. № 458225 СССР. МПК С01 С 1/00. Способ получения сложных удобрений

18. А. С. № 458226 СССР. МПК С05 С 9/02. Способ получения сложных удобрений на основе формальдегида

19. А. С. № 461087 СССР. МПК C05 b 13/06. Способ получения полифосфатов аммония -Б. И.1975 г., № 7.

20. А. С. № 461615 СССР. МПК С05 С 9/00. Способ получения неслёживающихся удобрений

21. А. С. № 471352 СССР. МПК C05 D 9/02, С05 С 7/02. Способ получения жидких азотных удобрений -Б. И.1975 г., № 19.

22. А. С. № 476241 СССР. МПК С05 С 1/02, С05 С 9/02. Способ получения неслёживающихся удобрений -Б. И.1975 г., № 25.

23. А. С. № 502858 СССР. МПК C05 D 9/02. Способ получения сложных азотно-магниевых удобрений -Б. И.1976 г., № 6.

24. А. С. № 545624 СССР. МПК С05 С 1/02. Способ получения неслёживающихся гранулированных азотных удобрений -Б. И.1977 г., № 5.

25. А. С. № 614078 СССР. МПК С05 С 9/02. Способ получения медленнодействующего удобрения -Б. И.1978 г., № 25.

26. А. С. № 763306 СССР. МПК С05 В 13/06. Способ получения полифосфатов аммония -Б. И.1980 г., № 34.

27. А. С. № 967040 СССР. МПК С07 С 47/058. Способ стабилизации формалина

28. А. С. № 984189 СССР. МПК С05 С 9/02. Способ получения сложного удобрения

29. А. С. № 988215 СССР. МПК А01 С 1/06. Способ предпосевной обработки семян хлопчатника -Б. И.1983 г., № 2.

30. А. С. № 999466 СССР. МПК С05 С-9/02. Способ получения мочевино-формальдегидного удобрения

31. А. С. № 999471 СССР. МПК С07 С 47/058. Способ стабилизации формалина

32. А. С. № 1002276 СССР. МПК С05 С 9/02. Способ получения мочевино-формальдегидного удобрения -Б. И.1983 г., № 9.

33. А. С. № 1011617 СССР. МПК С05 В 11/06. Способ получения сложного удобрения -Б. И.1983 г., № 14.

34. А. С. № 1063799 СССР. МПК С05 С 1/02. Способ стабилизации гранулированной аммиачной селитры -Б. И.1983 г., № 48.

35. А. С. № 1072410 СССР. МПК С07 С 47/04, С07 С 45/86. Способ получения водного раствора формальдегида

36. А. С. № 1137094 СССР. МПК С05 С 1/02, 9/00. Способ получения медленнорастворимого азотного удобрения -Б. И.1985 г., № 4.

37. А. С. № 1177285 СССР. МПК С05 В 13/06. Способ получения азотнофосфорного удобрения -Б. И.1985 г., № 33.

38. А. С. № 1183497 СССР. МПК C05 D 9/02. Способ получения азотнофосфорного удобрения -Б. И.1985, № 37.

39. А. С. № 1185824 СССР. МПК С07 С 157/00. Способ получения тиомочевины

40. А. С. № 1208037 СССР. МПК С05 В 7/00. Способ получения сложного удобрения. -Б. И.1986 г., № 4.

41. А. С. № 1213015 СССР. МПК C05 D 9/02. Способ получения сложных удобрений -Б. И.1986, № 7.

42. А. С. № 1225220 СССР. МПК С05 В 11/06. Способ получения сложного нитрофосфатного удобрения

43. А. С. № 1231046 СССР. МПК С05 В 11/06. Способ получения сложного удобрения -Б. И.1986 г., № 18.

44. А. С. № 1244136 СССР. МПК С05 В 11/04, C05 G 3/04. Способ получения сложного удобрения -Б. И.1986 г., № 26.

45. А. С. № 1261933 СССР. МПК С05 С 9/02. Способ получения полимерного удобрения -Б. И.1986, № 37.

46. А. С. № 1263686 СССР. МПК С05 В 11/04, C05 G 3/04. Способ получения сложного удобрения -Б. И.1986 г., № 38.

47. А. С. № 1278346 СССР. МПК С05 С 9/02. Способ получения мочевиноформальдегидного удобрения -Б. И.1986, № 47.

48. А. С. № 1309517 СССР. МПК C05 F 11/02. Способ получения органоминерального удобрения

49. А. С. № 1322652 СССР. МПК С05 С 9/02. Способ получения мочевиноформальдегидного удобрения

50. А. С. № 1330953 СССР. МПК С05 В 13/06, 9/02. Способ получения азотнофосфорного удобрения

51. А. С. № 1367362 СССР. МПК С01 В 31/08. Способ получения гранулированного активированного угля

52. А. С. № 1374713 СССР. МПК С05 С 9/02. Способ получения мочевиноформальдегидного удобрения

53. А. С. № 1380186 СССР. МПК C05 С 9/00. Способ получения органического азотсодержащего удобрения

54. А. С. № 1390227 СССР. МПК С05 В 7/00. Способ получения жидкого комплексного удобрения -Б. И.1988 г., № 15.

55. А. С. № 1421728 СССР. МПК С05 С МЮ, С07 С 126/10. Способ получения гранулированного карбамида, содержащего микроэлементы -Б. И.1988 г., № 33.

56. А. С. № 1430386 СССР. МПК С05 В 13/06. Способ получения фосфорнокалийного удобрения -Б. И.1988 г., № 38.

57. А. С. № 1433950 СССР. МПК С05 В 7/00. Способ получения жидкого азотнофосфорного удобрения -Б. И.1988 г., № 40.

58. А. С. № 1436447 СССР. МПК С05 С 9/02. Способ получения карбамидоформальдегидного удобрения

59. А. С. № 1438192 СССР. МПК C05 G 83/00. Способ получения амфотерного ионита «АНКБ-100»

60. А. С. № 1441760 СССР. МПК C05 J 5/20, C05 G 83/00. Способ получения катионита

61. А. С. № 1445139 СССР. МПК C05 F 11/08. Способ получения гранулированного органоминерального удобрения

62. А. С. № 1453676 СССР. МПК В01 D 53/14. Способ очистки отходящих газов производства карбамидоформальдегидных удобрений

63. А. С. № 1453817 СССР. МПК С05 В 11/06. Способ получения сложного удобрения

64. А. С. № 1492679 СССР. МПК С07 С 7/00, C05 G 3/08. Способ получения мочевиноцианамидного удобрения

65. А. С. № 1518331 СССР. МПК С05 G 3/08. Средство для стабилизации азота в почве -Б. И.1989 г., № 40.

66. А. С. № 1526151 СССР. МПК С07 F 3/04, А01 N 59/06. Диакватетра карбамидохлорат кальция, проявляющий дефолирующую активность

67. А. С. № 1536736 СССР. МПК С05 С 7/00. Способ получения комплексного азотнофосфорного удобрения, содержащего дициандиамид

68. А. С. № 1542941 СССР. МПК С05 С 9/00. Способ получения карбамидоцианамидного удобрения -Б. И.1990 г., № 6.

69. А. С. № 1545500 СССР. МПК С05 F 11/02. Способ получения органоминерального удобрения

70. А. С. № 1545548 СССР. МПК С07 F 3/06, А01 N 55/02. Акводиацетато (N-оксиметилмочевина) цинкгидрат в качестве стимулятора роста хлопчатника

71. А. С. № 1555315 СССР. МПК С05 В 11/02. Способ обогащения фосфоритов -Б. И.1990 г., № 13.

72. А. С. № 1555394 СССР. МПК С25 В 1/28. Способ получения пероксодифосфата калия -Б. И.1990 г., № 13.

73. А. С. № 1555395 СССР. МПК С25 В 1/28. Способ получения неорганических перекисных соединений -Б. И.1990 г., № 13.

74. А. С. № 1555396 СССР. МПК С25 В 1/28. Способ получения пероксомонофосфата калия -Б. И.1990 г., № 13.

75. А. С. № 1562334 СССР. МПК C05 В 13/06. Способ получения сложного удобрения -Б. И.1990 г., № 17.

76. А. С. № 1573812 СССР. МПК С07 С 335/00. Способ получения тиомочевины

77. А. С. № 1587748 СССР. МПК В01 J 2/02. Устройство для гранулирования жидких материалов

78. А. С. № 1614355 СССР. МПК С01 В 31/08. Способ получения гранулированного активированного угля

79. А. С. № 1629291 СССР. МПК С05 В 11/04. Способ получения комплексного удобрения -Б. И.199 г., № 7.

80. А. С. № 1643512 СССР. МПК С05 В 11/06. Способ обогащения высококарбонизированных фосфоритов -Б. И.1991 г., № 15.

81. А. С. № 1647002 СССР. МПК С05 С 7/00. Средство для стабилизации азота удобрений в почве -Б. И.1991 г.,№ 17.

82. А. С. № 1659387 СССР. МПК C05 G 3/08. Способ получения жидкого азотного удобрения с ингибитором нитрификации -Б. И.1991 г., № 24.

83. А. С. № 1665640 СССР. МПК С01 В 25/027. Шихта для получения фосфора

84. А. С. № 1668351 СССР. МПК С05 С 13/00. Способ получения неслёживающегося гранулированного удобрения -Б. И.1991 г., № 29.

85. А. С. № 1673574 СССР. МПК С05 С 1/02. Способ стабилизации гранул аммиачной селитры -Б. И.1991 г., № 32.

86. А. С. № 1680628 СССР. МПК С01 С 3/16. Способ получения свободного цианамида -Б. И.1991 г., № 36.

87. А. С. № 1682309 СССР. МПК С01 С 3/16. Способ получения раствора свободного цианамида -Б. И.1991 г., № 37.

88. А. С. № 1706964 СССР. МПК С01 F 11/46, С01 В 25/22. Способ удаления осадка -Б. И.1992, № 3.

89. А. С. № 1728999 СССР. МПК А01 N 59/24. Способ получения дефолианта

90. А. С. № 1731766 СССР. МПК С05 В 15/00. Способ получения органоминерального удобрения -Б. И.1992, № 17.

91. А. С. № 1768108 СССР. МПК А01 N 59/24. Способ получения дефолианта -Б. И.1992 г., № 38.

92. Патент № 1773257 СССР. МПК С05 С 9/02. Способ получения модифицированного карбамида -Б. И.1992 г., № 40.

93. А. С. № 1791435 СССР. МПК С05 С 7/00. Средство для стабилизации азота удобрений в почве -Б. И.1993 г., № 4.

94. А. С. № 1810339 СССР. МПК С07 С 335/02. Способ получения тиомочевины -Б. И.1993 г., № 15.

95. Предварительный Патент № 1797 РУз. МПК С05 F 11/02. Способ получения гуминовых кислот из бурого угля -Расмий ахборотнома 1994 г., Бюл. № 2.

96. Предварительный Патент № 1999 РУз. МПК С05 С 1/02. Способ получения неслёживающейся аммиачной селитры -Расмий ахборотнома 1994 г., Бюл. № 3.

97. Предварительный Патент № 2155 РУз. МПК C05 F 11/02. Способ получения органоминерального удобрения -Расмий ахборотнома 1994 г., Бюл. № 4.

98. Предварительный Патент № 3466 РУз. МПК А01 N 25/00. Способ получения углегуматов -Расмий ахборотнома 1996 г., Бюл. № 2.

99. Предварительный Патент № 3938 РУз. МПК С01 В 25/225. Способ получения фосфорной кислоты -Расмий ахборотнома 1996 г., Бюл. № 4.

100. Предварительный Патент № 3951 РУз. МПК С05 В 11/04. Способ получения аммофоса -Расмий ахборотнома 1996 г., Бюл. № 4.

101. Предварительный Патент № 3955 РУз. МПК С05 F 11/02. Способ получения органоминерального удобрения -Расмий ахборотнома 1996 г., Бюл. № 4.

102. Предварительный Патент № 5879 РУз. МПК С01 В 25/22. Способ получения экстракционной фосфорной кислоты -Расмий ахборотнома 1999 г., Бюл.№З.

103. Предварительный Патент № 5888 РУз. МПК С05 В 1/04. Способ получения простого суперфосфата -Расмий ахборотнома 1999 г., Бюл. № 3.

104. Предварительный Патент № 04987 РУз. МПК С05 В 17/00, 11/08. Способ получения комплексного удобрения -Расмий ахборотнома 2001 г., Бюл. № 6.

105. Предварительный Патент № 05104 РУз. МПК С05 В 1/02. Способ получения простого суперфосфата -Расмий ахборотнома 2002 г., Бюл. № 2.

106. Предварительный патент № 05180 РУз. МПК С05 В 11/06. Способ обогащения высококарбонизированных фосфоритов -Расмий ахборотнома 2002 г., Бюл. № 3.

107. Предварительный Патент № 05181 РУз. МПК C05 F 11/08. Способ получения бактериального комплексного удобрения -Расмий ахборотнома 2002 г., Бюл. № 3.

108. Патент № IAP 02709 РУз. МПК С05 В 1/02, С05 В 1/04. Способ получения простого суперфосфата -Б. И.2005 г., № 3.

109. Патент № IАР 02710 РУз. МПК С05 В 17/00, С05 G 1/06. Способ получения гранулированных фосфорсодержащих сложносмешанных удобрений -Б. И.2005 г., № 3.

110. Патент № IAP 02844 РУз. МПК С05 В 1/02, С05 В 1/06, С05 В 11/08, С05 В 19/02. Способ получения простого суперфосфата -Б. И.2005 г., № 5.

111. Патент № IAP 02845 РУз. МПК С05 В 1/02, С05 В 1/06, С05 В 11/08. Способ получения простого суперфосфата -Б. И.2005 г., № 5.

112. Патент № IАР 02846 РУз. МПК С05 В 11/06. Способ обогащения высококарбонизированных фосфоритов -Б. И.2005 г., № 5.

113. Патент № IАР 03405 РУз. МПК С05 F 11/02, С05 В 11/00. Способ получения органоминеральных удобрений -Б. И.2007 г., № 7.

114. Патент № IАР 03657 РУз. МПК С05 В 11/00, С05 В 17/00, С05 С 3/00, С05 G 1/00. Способ получения комплексного удобрения -Б. И.2008 г., № 5.

115. Патент № IАР 04239 РУз. МПК С05 В 13/00. Способ получения сложного удобрения -Б. И.2010 г., № 10.

116. Патент № IAP 04527 РУз. МПК С05 G 1/00, С05 В 7/00, С05 С 1/00. Способ получения азотнофосфорного удобрения -Б. И.2012 г., № 7.

### Статьи о Беглове Б. М.
1) Кто разрушит глыбу? // Газета «Сельская жизнь» от 16 ноября 1986 г.

2) Будет хлеб в закормах, если на полях применять изобретение узбекского химика // Газета «Народное слово» от 10 декабря 1992 г.

3) Янги угит яратган уша етим болакай // Газета «Халк, сузи» от 10 декабря 1992 г.

4) Щедрая земля // Газета «Ташкентская правда» от 10 декабря 1992 г.

5) Прорыв // Газета «Вечерний Ташкент» от 1 февраля 1994 г.

6) Химический элемент счастья // Газета «Правда Востока» от 10 января 2016 г.